# Diplomático
Diplomático, in Deutschland Botucal, ist der Name einer Serie von Premium-Rums, die in Venezuela von den Destilerías Unidas hergestellt werden. In kupfernen Potstills aus Melasse destilliert, reift der Diplomático in ehemaligen Whisky-Fässern aus weißer Eiche. Der Hersteller orientiert sich mit diesen Abfüllungen am alten venezolanischen Stil mit schweren und warmen Tönen.
Die drei wichtigsten Vertreter der Rumreihe sind:
- Diplomático Reserva Exclusiva, in Deutschland Botucal Reserva Exclusiva 12 – mit 12 Jahren Durchschnittsalter
- Diplomático Reserva, in Deutschland Botucal Reserva 8 YO – mit 8 Jahren Durchschnittsalter
- Diplomático Añejo, in Deutschland Botucal Añejo – mit 7 Jahren Durchschnittsalter

Diese drei Rums haben bei den International Spirits Competitions 2007 insgesamt 14 Medaillen gewonnen. Der Diplomático Reserva Exclusiva war „Best of Category and Gold medal Winner“ beim International Cane Spirits Festival, „Gold Medal Winner“ beim Beverage Testing Institute Chicago und „Medal Winner“ beim International Rum Festival. Das Sortiment unter dem Namen Botucal bzw. Diplomático erstreckt sich weiter über einen weißen Rum (Blanco), einen weiteren hochwertigen Rum (Ambassador) sowie diverse Jahrgangssorten und Liköre.
Der Discounter ALDI besitzt seit vielen Jahrzehnten die Markenrechte an dem Weinbrand Diplomat und führte deswegen einen mehrjährigen Rechtsstreit gegen die Destilerías Unidas, die diesen schließlich verloren. Seit März 2012 darf der Rum den Namen Diplomático in Deutschland nicht mehr führen und wird seitdem unter dem Namen Botucal vertrieben. Der neue Name entstammt einer Anbauregion des Zuckerrohrs aus dem die Destilerías Unidas den Rum brennt. Er leitet sich vom einheimischen Begriff Botuka ab, was so viel wie Grüner Hügel bedeutet.